# Trolejbusy w Budapeszcie

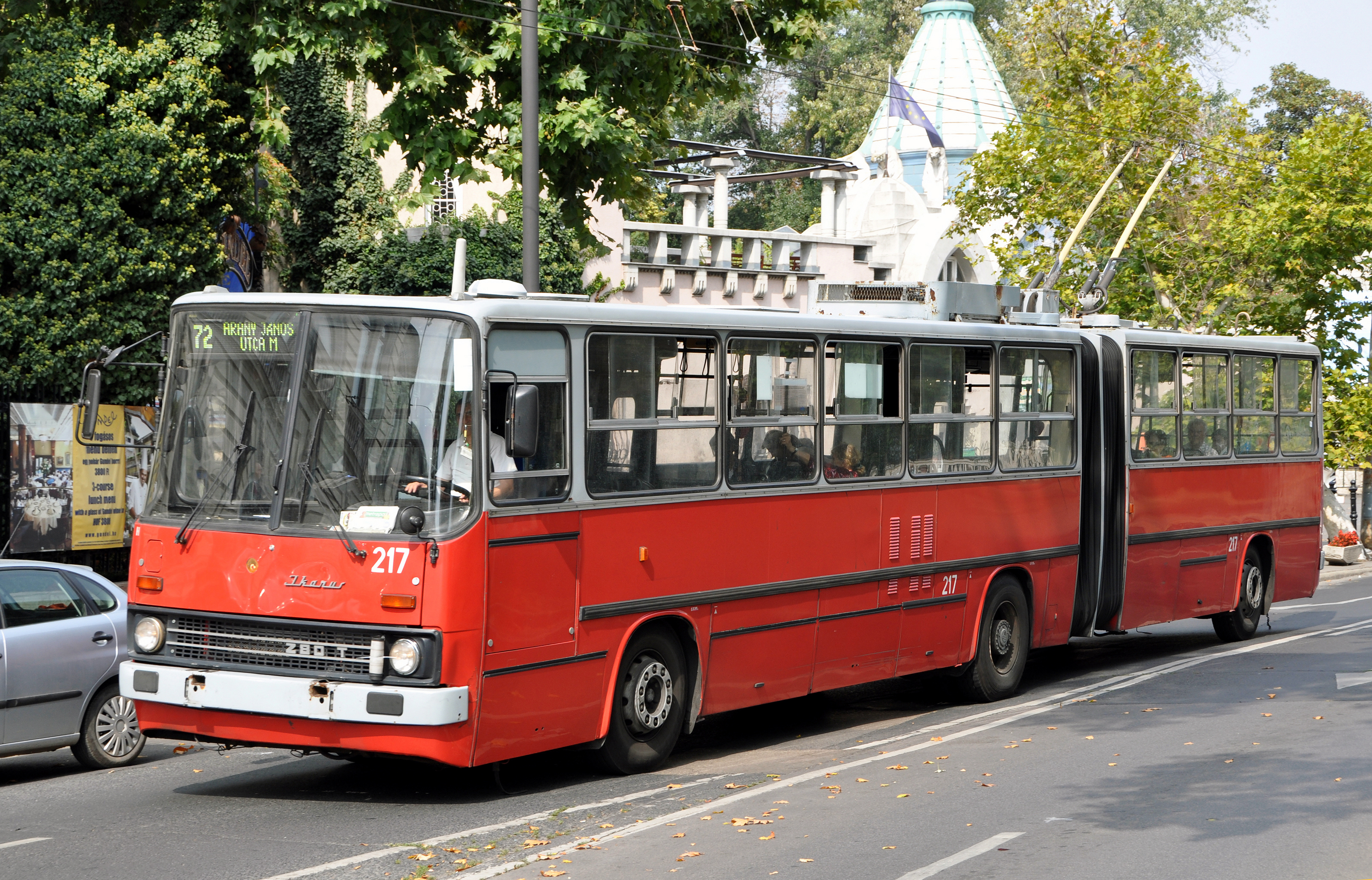
Ikarus 280T

Trolejbusy w Budapeszcie − system komunikacji trolejbusowej, który działa w stolicy Węgier – Budapeszcie.

## Historia
Pierwszą linię trolejbusową w Budapeszcie otwarto 16 grudnia 1933. Linia ta miała 2,7 km długości. Linia uległa zniszczeniu w czasie II wojny światowej. Po zakończeniu wojny linii już nie odbudowano natomiast 21 grudnia 1949 otwarto zupełnie nowe linie. W kolejnych latach rozbudowywano sieć trolejbusową. 

## Linie
Obecnie w Budapeszcie istnieje 15 linii trolejbusowych:
| Numer linii | Trasa                                                   |
| ----------- | ------------------------------------------------------- |
| 70          | Erzsébet királyné útja, aluljáró – Kossuth Lajos tér M  |
| 72          | Zugló vasútállomás (Hermina út) – Orczy tér             |
| 73          | Keleti pályaudvar M – Nyugati pályaudvar M              |
| 74          | Csáktornya park – Károly körút (Astoria M)              |
| 74A         | Csáktornya park – Mexikói út M                          |
| 75          | Puskás Ferenc Stadion M – Jászai Mari tér               |
| 76          | Keleti pályaudvar M – Jászai Mari tér                   |
| 77          | Puskás Ferenc Stadion M – Öv utca / Egressy út          |
| 78          | Keleti pályaudvar M (Garay utca) – Kossuth Lajos tér M  |
| 79          | Keleti pályaudvar M – Dagály utcai lakótelep            |
| 80          | Keleti pályaudvar M – Örs vezér tere M+H                |
| 81          | Fischer István utca → Örs vezér tere M+H                |
| 82          | Örs vezér tere M+H – Uzsoki Utcai Kórház – Mexikói út M |
| 82A         | Örs vezér tere M+H – Uzsoki Utcai Kórház                |
| 83          | Népliget M – Fővám tér M                                |

## Tabor
Do obsługi 14 linii w Budapeszcie znajduje się w eksploatacji 141 trolejbusów
- Ikarus 280.94 GVM − 31 trolejbusów
- Ikarus 411T − 1 trolejbus
- Ikarus 412T − 11 trolejbusów
- Ikarus 412GT − 1 trolejbus
- Ikarus 435T − 11 trolejbusów
- Gräf & Stift NGE 152 − 10 trolejbusów
- Solaris Trollino 12 − 46 trolejbusów
- Solaris Trollino 18 − 30 trolejbusów